# Santiago van der Putten
Santiago Alberto van der Putten Campos (San Rafael, 25 giugno 2004) è un calciatore costaricano, difensore dell'Alajuelense e della nazionale costaricana.

## Biografia
È nato in Costa Rica da padre olandese e madre costaricana.

## Carriera

### Club
È cresciuto nelle giovanili di Fútbol Consultants e Saprissa, che lo ha promosso in prima squadra nel 2020. Nel mese di settembre ha effettuato un provino con i portoghesi del Boavista, senza però venire tesserato. Rientrato in Costa Rica, ha firmato con l'Alajuelense, con cui ha debuttato il 16 maggio 2022 nell'incontro di Primera División perso 2-0 contro il Santos de Guápiles.
Il 19 agosto 2022 è stato ceduto in prestito al Betis, che lo ha assegnato alla propria squadra B. Al termine della stagione in cui ha disputato un solo incontro ufficiale, anche a causa della rottura del legamento crociato di un ginocchio, è rientrato all'Alajuelense che nel 2024 lo ha promosso stabilmente in prima squadra.

### Nazionale
Ha giocato con le nazionali giovanili costaricane Under-15, Under-19, Under-20 ed Under-23.
Il 22 gennaio 2025 ha debuttato con la nazionale costaricana maggiore, nell'incontro amichevole perso 3-0 contro gli Stati Uniti.

## Statistiche

### Presenze e reti nei club
Statistiche aggiornate al 25 marzo 2025.
| Stagione        | Squadra         | Campionato      | Campionato | Campionato | Coppe nazionali | Coppe nazionali | Coppe nazionali | Coppe continentali | Coppe continentali | Coppe continentali | Altre coppe | Altre coppe | Altre coppe | Totale | Totale | Totale |
| Stagione        | Squadra         | Comp            | Pres       | Reti       | Comp            | Pres            | Reti            | Comp               | Pres               | Reti               | Comp        | Pres        | Reti        | Pres   | Reti   |        |
| --------------- | --------------- | --------------- | ---------- | ---------- | --------------- | --------------- | --------------- | ------------------ | ------------------ | ------------------ | ----------- | ----------- | ----------- | ------ | ------ | ------ |
| 2021-2022       | Alajuelense     | PD              | 1          | 0          | -               | -               | -               | -                  | -                  | -                  | -           | -           | -           | 1      | 0      |        |
| 2022-2023       | Betis B         | SF              | 1          | 0          | -               | -               | -               | -                  | -                  | -                  | -           | -           | -           | 1      | 0      |        |
| 2024-2025       | Alajuelense     | PD              | 23         | 3          | -               | -               | -               | CCC                | 2                  | 0                  | CCAC        | 4           | 1           | 29     | 4      |        |
| Totale carriera | Totale carriera | Totale carriera | 25         | 3          |                 | 0               | 0               |                    | 2                  | 0                  |             | 4           | 1           | 31     | 4      |        |

### Cronologia presenze e reti in nazionale
| Cronologia completa delle presenze e delle reti in nazionale ― Costa Rica | Cronologia completa delle presenze e delle reti in nazionale ― Costa Rica | Cronologia completa delle presenze e delle reti in nazionale ― Costa Rica | Cronologia completa delle presenze e delle reti in nazionale ― Costa Rica | Cronologia completa delle presenze e delle reti in nazionale ― Costa Rica | Cronologia completa delle presenze e delle reti in nazionale ― Costa Rica | Cronologia completa delle presenze e delle reti in nazionale ― Costa Rica | Cronologia completa delle presenze e delle reti in nazionale ― Costa Rica |
| Data                                                                      | Città                                                                     | In casa                                                                   | Risultato                                                                 | Ospiti                                                                    | Competizione                                                              | Reti                                                                      | Note                                                                      |
| ------------------------------------------------------------------------- | ------------------------------------------------------------------------- | ------------------------------------------------------------------------- | ------------------------------------------------------------------------- | ------------------------------------------------------------------------- | ------------------------------------------------------------------------- | ------------------------------------------------------------------------- | ------------------------------------------------------------------------- |
| 22-1-2025                                                                 | Orlando                                                                   | Stati Uniti                                                               | 3 – 0                                                                     | Costa Rica                                                                | Amichevole                                                                | -                                                                         | 39’                                                                       |
| 25-3-2025                                                                 | San José                                                                  | Costa Rica                                                                | 6 – 1                                                                     | Belize                                                                    | Qual. Gold Cup 2025                                                       | -                                                                         | 46’                                                                       |
| 29-6-2025                                                                 | Minneapolis                                                               | Stati Uniti                                                               | 2 – 2 (4 – 3 dtr)                                                         | Costa Rica                                                                | Gold Cup 2025 - Quarti di finale                                          | -                                                                         | 88’                                                                       |
| Totale                                                                    |                                                                           | Presenze                                                                  | 3                                                                         |                                                                           | Reti                                                                      | 0                                                                         |                                                                           |

## Palmarès

### Club

#### Competizioni internazionali
- CONCACAF Central American Cup: 2

Alajuelense: 2023, 2024